# 5.º Batallón Antitanque
El 5.º Batallón Antitanque (5. Panzerjäger-Abteilung) fue un Batallón de defensa antitanque del Ejército alemán (Heer) durante la Segunda Guerra Mundial.

## Historia
Formado el 21 de marzo de 1940 desde el 5.º Batallón de Defensa Antitanque. El 25 de septiembre de 1940 el batallón es disuelto y utilizado para reformar con el personal la 2.ª Compañía del 125.º Batallón Antitanque.

## Subordinado
- Septiembre de 1940: bajo la 5.ª División de Infantería
- 1 de diciembre de 1941: bajo la 5.ª División Ligera
- 6 de julio de 1942: bajo la 5.ª División de Caza